# Střelice (district de Znojmo)
Pour les articles homonymes, voir Střelice.
Střelice (en allemand : Strzelitz, de 1939 à 1945 : Strelitz) est une commune du district de Znojmo, dans la région de Moravie-du-Sud en République tchèque. Sa population s'élevait à 154 habitants en 2020.

## Géographie
Střelice est arrosée par la Nedveka et se trouve à 1 km au nord-ouest de Jevišovice, à 17 km au nord-nord-ouest de Znojmo, à 51 km à l'ouest-sud-ouest de Brno et à 165 km au sud-est de Prague.
La commune est limitée par Rozkoš au nord, par Slatina et Černín à l'est, par Jevišovice et Boskovštejn au sud, et par Jiřice u Moravských Budějovic et Hostim à l'ouest.

## Histoire
La première mention écrite du village date de 1361.